# تناغة
قرية تناغة هي إحدى القرى التابعة لمركز القوصية في محافظة أسيوط في جمهورية مصر العربية. حسب إحصاءات سنة 2006، بلغ إجمالي السكان في تناغة 5285 نسمة، منهم 2712 رجل و2573 امرأة.